# ネタージ・サブハッシュ・プレイス駅
ネタージ・サブハッシュ・プレイス駅（ネタージ・サブハッシュ・プレイスえき、英語 Netaji Subhash Place。ヒンディー語 नेताजी सुभाष प्लेस）は、インドデリーにあるデリー・メトロレッドラインの駅である。

## 駅周辺
環状道路に接続するための歩行者通路がある。マックス病院とDモールは、道路を挟んで配置されている。また、NSPまたはワジルプルとして知られている。
駅には、次の店舗がある。
- サブウェイ
- KFC
- Sri Balaji Restaurant
- Numero Uno Jeanswear

| スタブアイコン | サブスタブ | この項目は、まだ閲覧者の調べものの参照としては役立たない、鉄道に関連した書きかけの項目です。この項目を加筆・訂正などしてくださる協力者を求めています（P:鉄道/PJ:鉄道）。 |